# Mère Royaume

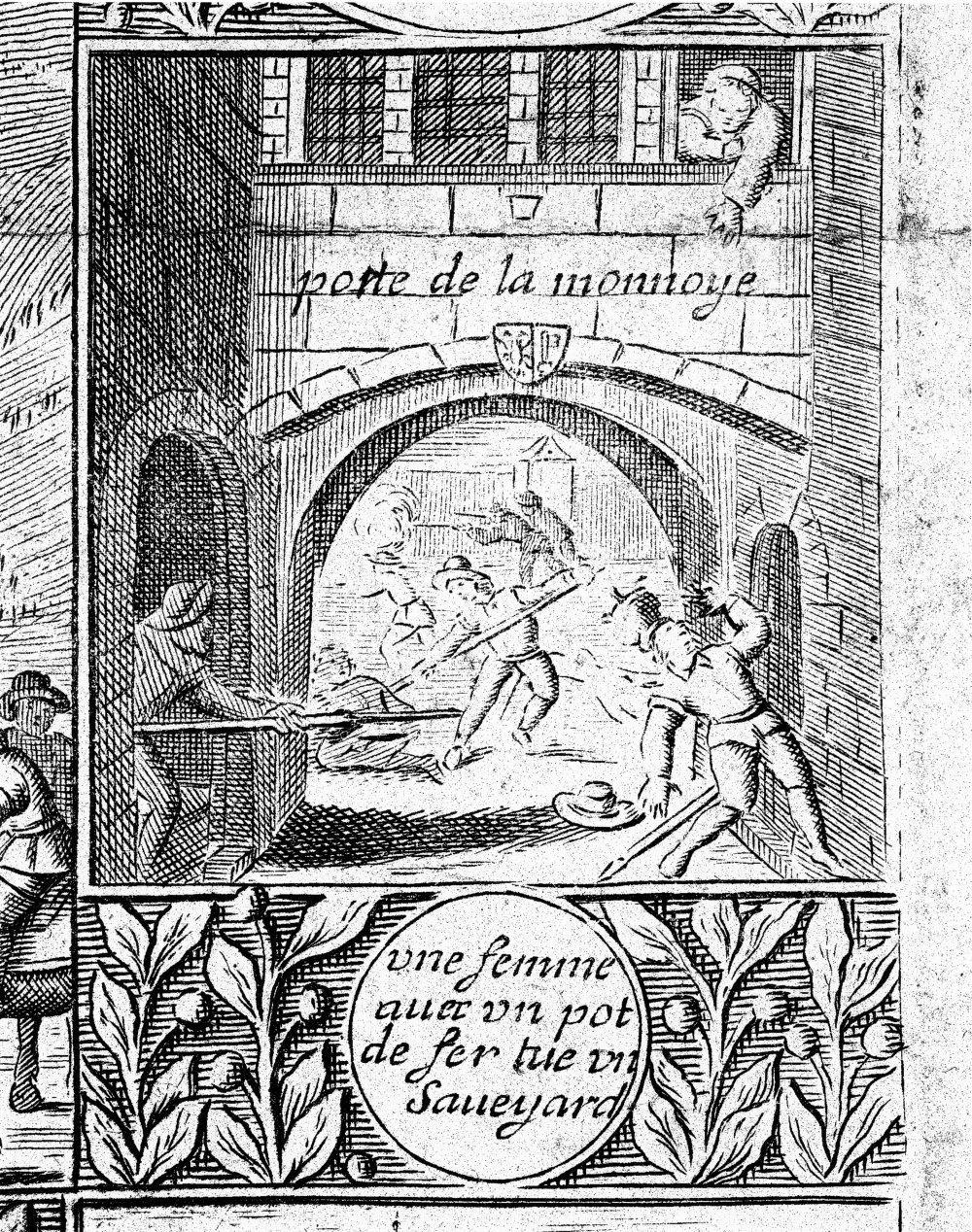
A legenda diz: uma mulher que um pote de ferro mata um Saboiardo

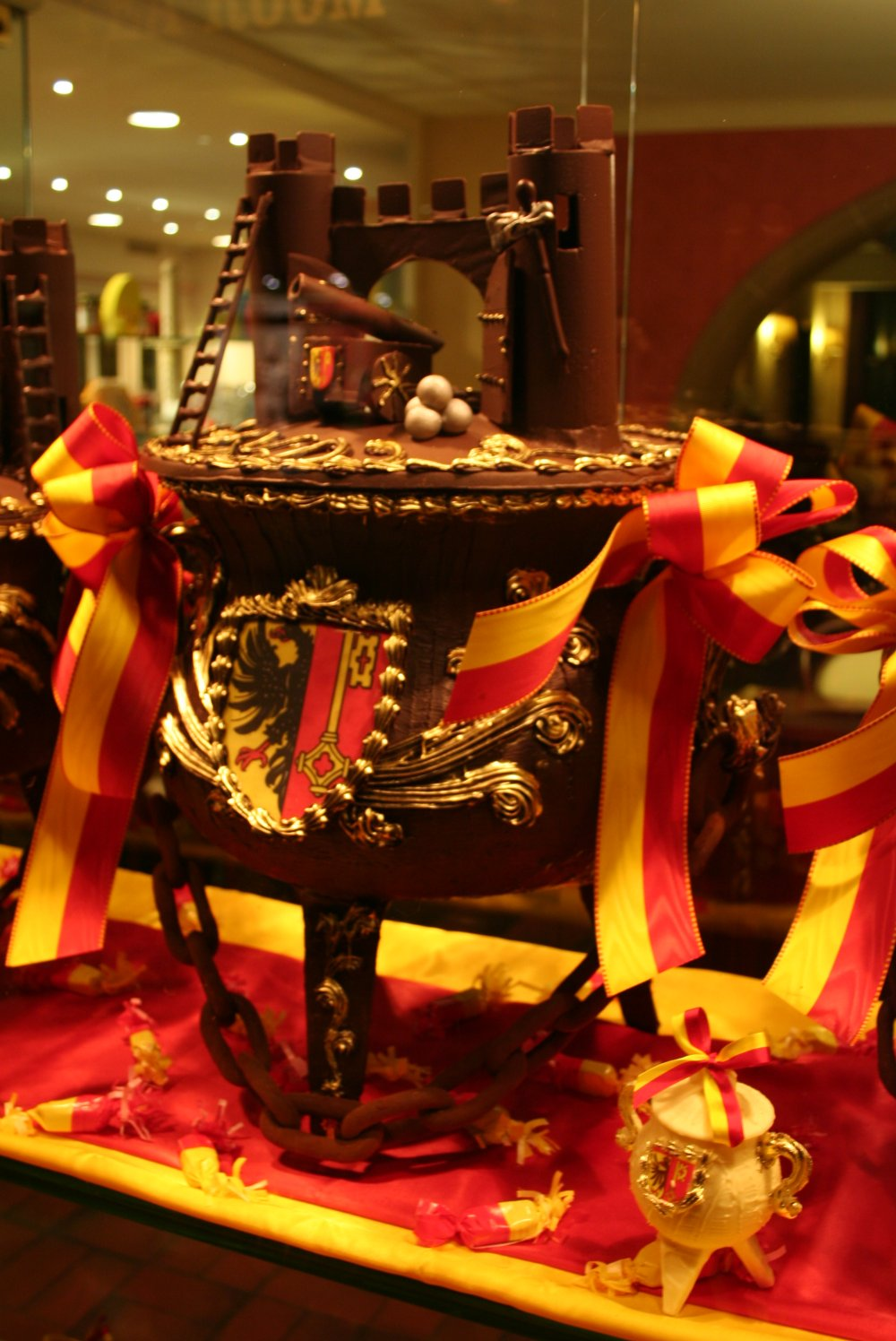
A Marmite de l'Escalade

Mère Royaume é o nome porque é conhecida Catherine Cheynel que despejou o conteúdo a ferver do pote onde estava a preparar a sopa quando a Clémence da Catedral de São Pedro de Genebra começou a tocar para acorda a população na noite do 11-12 de Dezembro de 1602 quando Carlos Emanuel I de Saboia atacou Genebra naquilo que é conhecido como L'Escalade, a Escalada.

## Quando oRoyaumenão é o que se pensa
Catherine Cheynel nasceu em Lyon entre 1540 e 1545, filha de Claude Cheynet  que se casa com um Mestre de armas e depois de enviuvar casa com Pierre Royaume  filho de um fabricante de peças em estanho. Exilado em Genebra para fugir da perseguição contra os huguenotes na França, Pedro é admitido como habitante de Genebra três semanas depois do Massacre da noite de São Bartolomeu, e instalam-se  junto à Porta da Moeda pois ele conseguiu arranjar um emprego como gravador de moedas.

## Defesa
Ora é quando os invasores tentavam entrar por essa porta que a Dame Royaume contribuí à defesa da cidadela, despejando a sopa sobre os assaltantes. A festa da L'Escalade não faz mais do que lembrar esse feito e as crianças não perdem a oportunidade de partirem a marmita em chocolate e onde os legumes da sopa são em maçapão. 
Mesmo se hoje se contesta historicamente a sua acção, a legenda persiste e ela é como em muitos outros países e em circunstâncias idênticas o símbolo do patriotismo, uma padeira de Aljubarrota genebrina!

## Um nome
A descendências dos Royaume atinge 1 951 pessoas das quais 1 000 ainda estariam vivas  no ano 2000. O patronímico desapareceu em 1722 com a morte de Madeleine Royaume, mas o ramo dos Pierre, Etienna e dos Jeanne Royaume ainda persist.

## Biografias
- DUFOUR-VERNES, Louis Descendance genevoise de la Mère Royaume. Complément à la

brochure " la mère Royaume et sa marmite", Genève, impr. J. Carey, 1881, 36 p. in 8e ; tableau généalogique.
- Alice WERNER-FLOURNOY, Généalogies de quelques descendants de la Mère Royaume et

de Nicolas Bogueret, Genève, 1954
- MONIER-VINARD, Patrick, La Mère Royaume à Lyon, in Bulletin de la Compagnie de 1602 Escalade de Genève 1602-1982,recueil du 380e anniversaire, 55ème brochure d'Escalade, 1982.